# Padina, Buzău
Padina (în trecut, și Macoveiu) este o comună în județul Buzău, Muntenia, România, formată din satele Padina (reședința) și Tătulești. Se află în extremitatea de sud-est a județului, în Câmpia Română.

## Așezare
Comuna se află în Câmpia Bărăganului, în sud-estul extrem al județului, la limita cu județele Brăila și Ialomița. Este străbătută de șoseaua națională DN2C care leagă Buzăul de Slobozia; pe teritoriul comunei, din această șosea se ramifică șoseaua județeană DJ203E, care o leagă de Rușețu.

## Demografie
Componența etnică a comunei Padina
     Români (92,41%)
     Alte etnii (0,58%)
     Necunoscută (7,01%)
Componența confesională a comunei Padina
     Ortodocși (92,55%)
     Alte religii (0,29%)
     Necunoscută (7,16%)
Conform recensământului efectuat în 2021, populația comunei Padina se ridică la 3.451 de locuitori, în scădere față de recensământul anterior din 2011, când fuseseră înregistrați 4.111 locuitori. Majoritatea locuitorilor sunt români (92,41%), iar pentru 7,01% nu se cunoaște apartenența etnică. Din punct de vedere confesional, majoritatea locuitorilor sunt ortodocși (92,55%), iar pentru 7,16% nu se cunoaște apartenența confesională.

## Politică și administrație
Comuna Padina este administrată de un primar și un consiliu local compus din 13 consilieri. Primarul, Gheorghe Miu[*], de la Partidul Național Liberal, este în funcție din 1 noiembrie 2024. Începând cu alegerile locale din 2024, consiliul local are următoarea componență pe partide politice:
|  | Partid                          | Consilieri | Componența Consiliului | Componența Consiliului | Componența Consiliului | Componența Consiliului | Componența Consiliului | Componența Consiliului |
|  | ------------------------------- | ---------- | ---------------------- | ---------------------- | ---------------------- | ---------------------- | ---------------------- | ---------------------- |
|  | Partidul Național Liberal       | 6          |                        |                        |                        |                        |                        |                        |
|  | Partidul Social Democrat        | 6          |                        |                        |                        |                        |                        |                        |
|  | Alianța pentru Unirea Românilor | 1          |                        |                        |                        |                        |                        |                        |

## Istorie
Satul Padina ar fi fost fondat, conform legendei, de tătari în Evul Mediu. Fondarea satului este legată de Bândea Mocanul, un cioban ardelean care și-a făcut târlă pe movila Bândăului, un loc și astăzi marcat cu o cruce de piatră. Padina este unul dintre cele mai vechi sate de câmpie din județul Buzău, cu o istorie scrisă de cinci secole, care începe odată cu prima atestare documentară cunoscută, prin hrisovul lui Radu Paisie din 28 mai 1536.
În 1807, satul s-a risipit temporar din cauza Războiului Ruso-Turc, fiind reînființat apoi pe actuala poziție pe la 1832. În aceeași perioadă, a fost ridicat un monument votiv denumit Crucea Curiganului, prezent și pe stema comunei, aflat pe vechiul drum de poștă al Buzăului. La sfârșitul secolului al XIX-lea, comuna făcea parte din plasa Câmpul a județului Buzău și avea 2820 de locuitori ce locuiau în 541 de case. În comună funcționau o școală de băieți cu 98 de elevi, o școală de fete cu 15 eleve, 2 biserici, o moară cu aburi și opt stâne. În 1925, Anuarul Socec consemnează comuna în aceeași plasă, cu o populație de 3848 de locuitori.
În 1950, comuna a fost inclusă în raionul Pogoanele din regiunea Buzău și apoi (după 1952) în raionul Buzău din regiunea Ploiești. În 1968, a redevenit parte a județului Buzău, reînființat, având în componență satele Padina și Tătulești, ultimul fiind un sat care a dispărut înainte de 1989.

## Monumente istorice
Singurul obiectiv de pe teritoriul comunei Padina inclus în lista monumentelor istorice din județul Buzău ca monument de interes local este Crucea Curiganului (figurată și pe stema comunei), un monument votiv creat în 1836 pe un vechi drum de poștă între Buzău și Călărași. Ea este clasificată drept monument memorial sau funerar.

## Personalități
- Alexandru Moser Padina, pictor (1904-1992)
- Neagu Cosma, (1925 - 2007), general de Securitate
- Mircea Frățică (14 iulie 1957), judoka, antrenor emerit, maestru emerit al sportului, medaliat cu bronz la Los Angeles, 1984
- Valer Toma (26 noiembrie 1957), canotor, maestru emerit al sportului, campion olimpic la Los Angeles, 1984[13]
- Dragoș Petrescu (16 ianuarie 1971), antreprenor, doctor în științe aerospațiale, inventator